# Charles Keene
Charles Keene (ur. 1741, zm. 1807)  – brytyjski dyplomata.
W latach 1787–1788 pełnił funkcję brytyjskiego Chargé d’affaires w Sztokholmie. Wcześniej zastępował ambasadora Thomasa Wroughtona.